# オリョール市電
オリョール市電（ロシア語: Орловский трамвай）は、ロシア連邦の都市・オリョール市内に存在する路面電車。2020年現在、トロリーバスと共にオリョール市が運営する市営単一企業（МУП）の路面電車・トロリーバス会社（Трамвайно-троллейбусное предприятие、ТТП）によって運営されている。

## 歴史
オリョール市電は1898年11月3日（旧暦11月15日）に開通した、ロシア連邦でも非常に長い歴史を持つ路面電車の1つである。オリョール市内に軌道交通を建設する計画は1870年代から存在し、当初は馬車鉄道を敷設する方針であったが、長期に渡る議論が行われている間の技術革新により、当時最新鋭の交通機関である路面電車を導入する事が決定した経緯を持つ。建設にあたっては当時のロシア帝国の実業家を含め国内外から多数の企業が建設計画を打ち出し、最終的に1895年にオリョール市議会はベルギーの企業と契約を結んだ。この企業の契約に基づき、路面電車に加えオリョール市内の発電所の建設や電灯の設置なども実施されている。
開通当初の軌間は1,000 mmで、車両はベルギーの工場で製造されたものが導入された。1910年代までは路線の延伸も含めて安定した運営が行われていたが、第一次世界大戦やロシア革命の影響を受けた事で運賃の値上げや発電所の燃料不足による運行停止などの事態に見舞われた。また1918年には市電の国営化が実施された。
ソビエト連邦（ソ連）成立後もオリョール市電は車両や施設の老朽化が深刻な問題となっていたが、1930年代以降同国の方針で各都市の路面電車の軌間を1,524 mm（1,520 mm）に統一する動きが加速し、オリョール市電の路線網についても1938年から順次改軌が実施された。それに合わせてソ連の国内企業であるウスチ＝カタフスキー車両製造工場からの新造車両の導入も行われ、輸送力の増強も図られた。
だが、第二次世界大戦（大祖国戦争）の中で1941年にオリョール市内はドイツ軍の占領下となり、その抵抗のため発電所が破壊された事で路面電車の運行は停止した。ドイツ軍は運行の再開を計画し、馬車鉄道による復旧も考案していたが、オリョール市電の運行が再開されたのはソ連軍によってオリョール市が解放された同年、1943年11月であった。しかしそれ以降も電力供給の不安定さから運行停止が相次ぎ、復旧工事が全て完了したのは1949年となった。また、その過程で最後まで残っていた1,000 mm軌間の路線網の撤去も実施された。
1950年代から1960年代にかけてオリョール市電は市内における重要な公共交通機関として発展を遂げ、路線の延伸が何度か実施された他、車両についても戦前から引き続きウスチ＝カタフスキー車両製造工場製のものが増備された。だが1967年を最後に市電の路線網の拡張は行われず、その後はトロリーバス網の拡張に重点が置かれる事となった。それ以降、オリョール市電では施設や車両の更新が主体となり、1979年にはチェコスロバキア（現：チェコ）製の路面電車車両・タトラカーの導入により信頼性が低かった従来の車両の置き換えが実施された。
ソビエト連邦の崩壊後、オリョール市電はトロリーバスと共に市営企業のオレルエレクトロトランス（Орёлэлектротранс）によって運営されたが、経済の混乱により業績は悪化し、施設の更新もままならない状況に陥った。それを改善するため2003年に組織の再編が行われ、同年以降は市営単一企業の路面電車・トロリーバス会社（ТТП）により運営されている。同企業は路面電車の線路や施設の更新事業も進めており、2013年には実に26年ぶりとなる新型電車の導入も行われている。

## 運用
2008年に2号線（Вокзал — завод Химтекстильмаш）が廃止されて以降、オリョール市電では以下の3つの系統が運行されている。
| 系統番号 | 起点          | 終点                 | 備考 |
| -------- | ------------- | -------------------- | ---- |
| 1        | Вокзал        | Дормаш               |      |
| 3        | улица Пушкина | завод Химтекстильмаш |      |
| 4        | Вокзал        | Школа №35            |      |

## 車両
2020年時点でオリョール市電に在籍する営業用車両の形式は以下の通り。主力車両であるタトラT3SUやタトラT6B5SUはチェコスロバキア（現：チェコ）にかつて存在したČKDタトラ製の路面電車車両（タトラカー）で、信頼性が低く死者が発生する事故も引き起こしたウスチ＝カタフスキー車両製造工場製のKTM-5を始めとする従来の車両を置き換えた。2013年以降はロシアの国内企業であるウラルトランスマッシュ製の電車が継続的に導入されている。
| 形式         | 製造メーカー           | 備考 |
| ------------ | ---------------------- | ---- |
| タトラT3SU   | ČKDタトラ              |      |
| タトラT6B5SU | ČKDタトラ              |      |
| 71-403       | ウラルトランスマッシュ |      |
| 71-405       | ウラルトランスマッシュ |      |

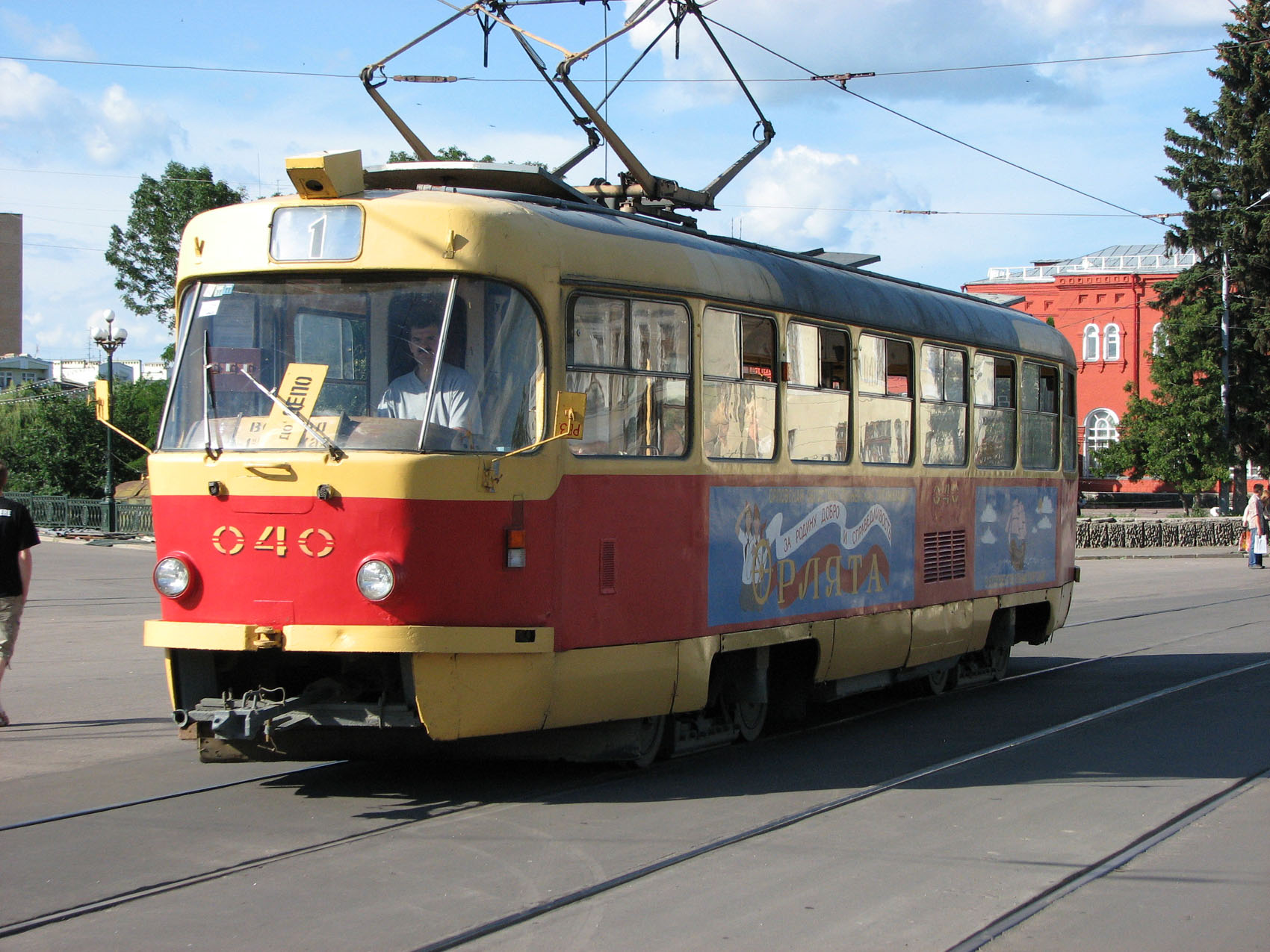
タトラT3SU
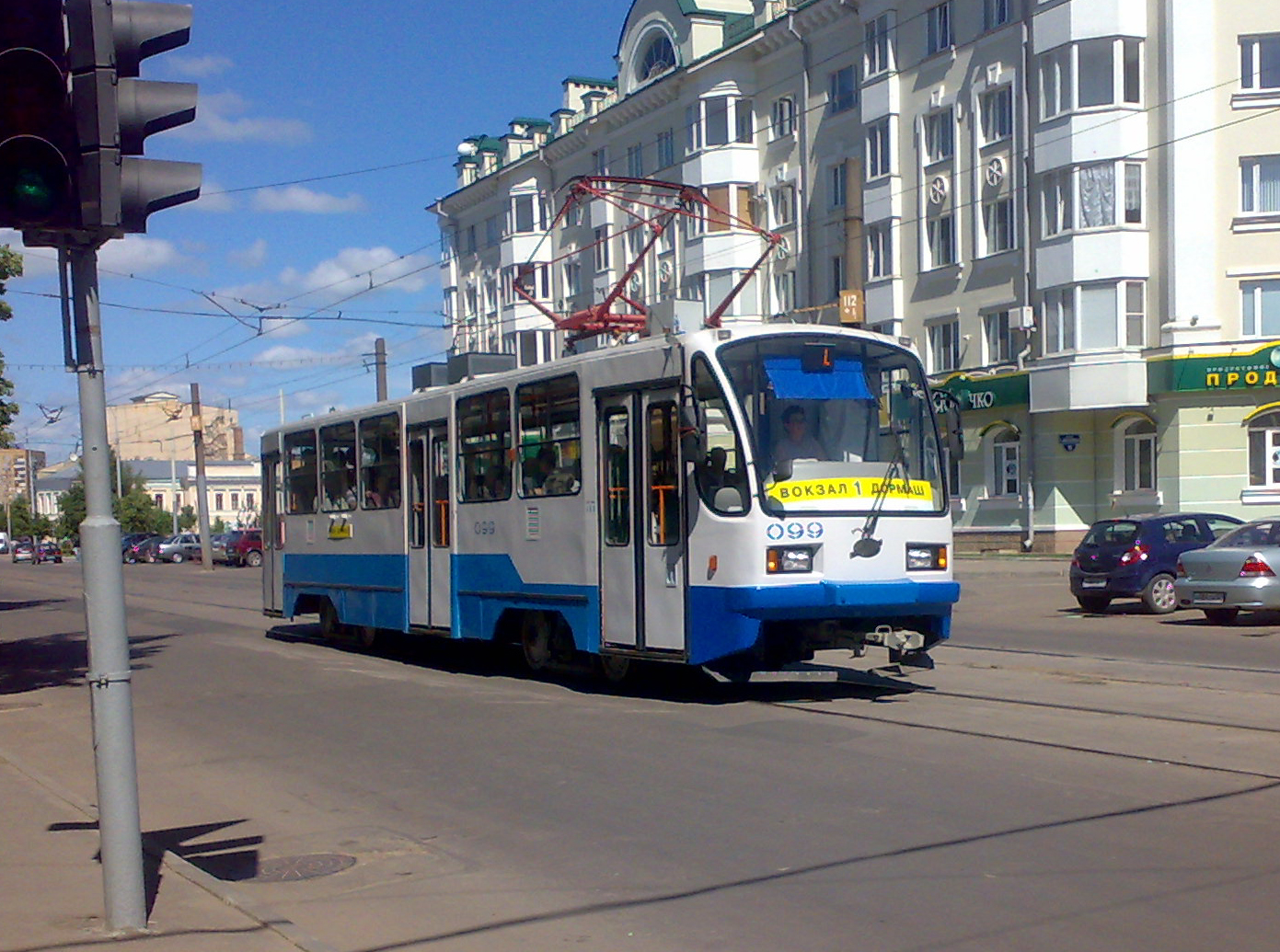
71-403
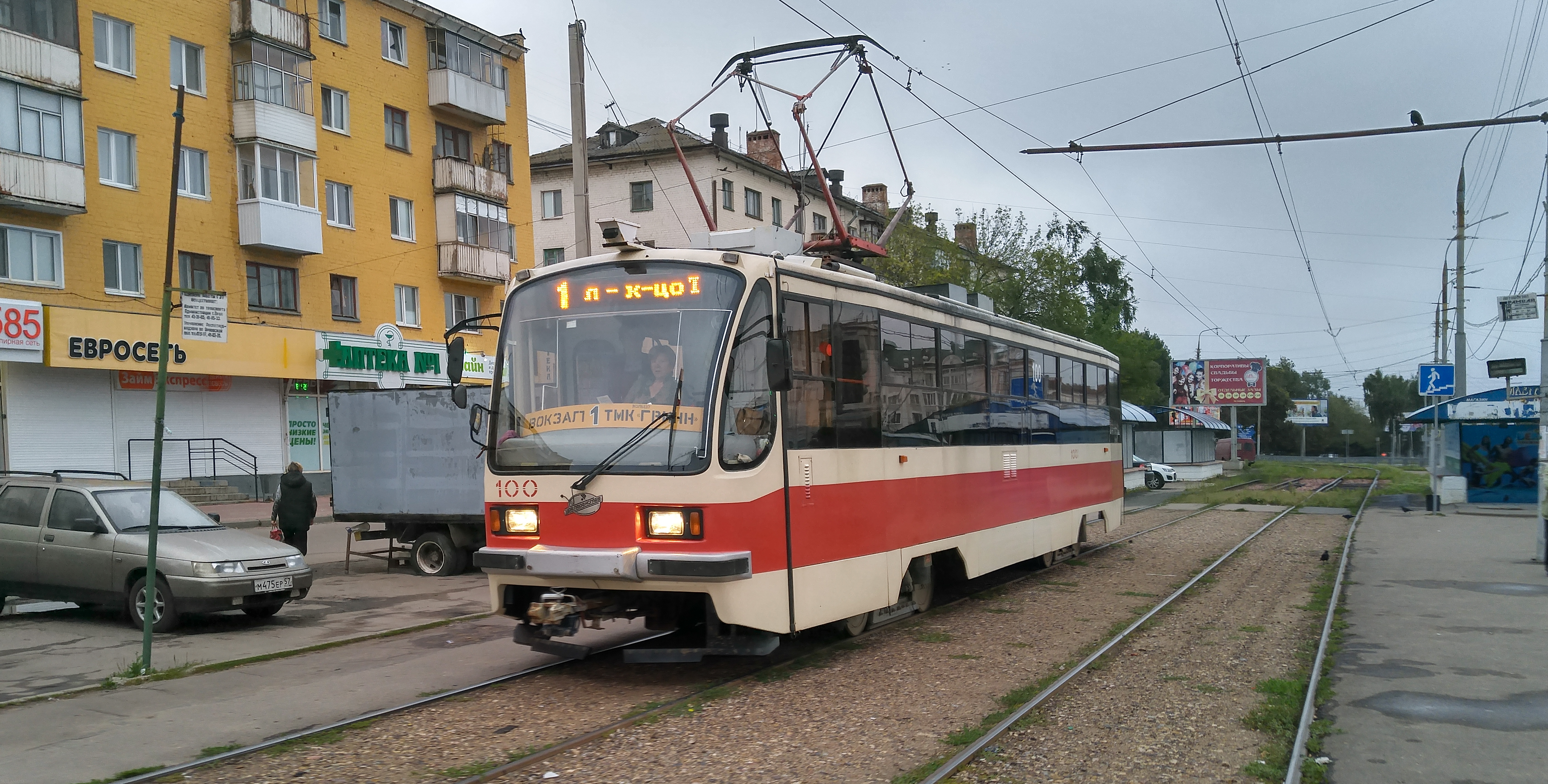
71-405